# Lamprechtstreit
De Lamprechtstreit is de methodenstrijd in de geschiedeniswetenschap die rond 1900 werd gevoerd in Duitsland tussen Karl Lamprecht en de Rankeanen. De achterliggende vraag was of historiografie moest bestaan uit alleen de beschrijving van de bekende feiten, of dat er naar onderliggende wetmatigheden gezocht moest worden.
De Lamprechtstreit werd voorafgegaan door de Methodenstreit in de economie over een vergelijkbaar dispuut tussen de historische school en de Oostenrijkse school. Vanuit die laatste school kwam in 1883 kritiek van Gustav Schmoller op het werk van Karl Knies en Carl Menger.

## Historisme
Tot dan toe gold het historisme als belangrijkste stroming in de historiografie, sterk beïnvloed door Leopold von Ranke (1795-1886). Iggers ziet drie beginselen van het historisme:
- primaat van de buitenlandse politiek (Primat der Außenpolitik); volgens Ranke in Die Großen Mächte uit 1833 moest geschiedenis vooral begrepen worden als het gevolg van de buitenlandse politiek om het machtsevenwicht tussen de grote mogendheden te bewaren. De binnenlandse politiek moet hierop worden aangepast
- antinormativiteit (Antinormativität); de historicus beperkt normatieve uitspraken en doet vooral beschrijvende uitspraken. Door de filologisch-kritische methode toe te passen, zou zo een objectieve geschiedschrijving ontstaan
- antibegrippelijkheid (Antibegrifflichkeit); de beschrijving moest plaatsvinden zonder achterliggende theorieën die de historicus beïnvloeden. Gebeurtenissen moesten begrepen worden door Ahnen, intuïtief weten, en niet door inductie gegeneraliseerd worden

Het historisme leverde een stroom aan publicaties op waarbij steeds meer feiten uit de archieven werden ontsloten. De grote nadruk op de archieven en de natiestaat maakte dat dit vooral politieke geschiedenis was. In lijn met het Duits idealisme vond Ranke de samenhang tussen de feiten in de transcendentie waarbij de betekenis buiten de fenomenen zelf lag. Ideeën vormden daarbij de schakel tussen God en het wereldlijke.

## Lamprecht
Volgens Lamprecht bleef er zonder het transcendente element echter vooral een grote hoeveelheid feiten over zonder onderling causaal verband, zodat geschiedenis nooit meer kon worden dan de beschrijving van afzonderlijke gebeurtenissen. Lamprecht stelde dat de betekenis van fenomenen niet transcendent was, maar immanent, in zichzelf besloten.
Lamprecht zag psychologische drijfveren als vormende krachten van de geschiedenis. Deze drijfveren kwamen volgens Lamprecht voort uit de Volksseele, de gedeelde nationale identiteit. Daarmee werd historiografie een soort collectieve psychologie waarbinnen gezocht werd naar uit de feiten te distilleren wetmatigheden. Niet de individualistische methode van Ranke, maar een collectivistisch geschiedschrijving staat Lamprecht voor. Dit sloot aan bij generaliserende wetenschappen als economie en sociologie en daarmee bij wetenschappers als Gustav Schmoller, Werner Sombart en Kurt Breysig.
Vanaf 1891 verscheen van Lamprecht zijn Deutsche Geschichte waarin hij naast politieke geschiedenis ook aandacht besteedde aan cultuurgeschiedenis, economische geschiedenis, rechtsgeschiedenis en Geistesgeschichte. Hij stelde dat de puur beschrijvende methode losgelaten moest worden:
In den Naturwissenschaften ist das Zeitalter jener beschreibenden Methode der Erscheinungen, die bloß nach auffallenden Einzelmerkmalen unterscheidet, längst überwunden
In plaats daarvan moest een genetische beschrijving volgen waarbij de causaliteit onderzocht werd. Hij zag in de Duitse geschiedenis vijf Kulturzeitaltern met elk hun eigen Seelesleben.

## Streit
In 1893 verscheen een recensie door Georg von Below van de eerste drie delen van Deutsche Geschichte in het Historische Zeitschrift. Dit was de voortzetting van een polemiek tussen Below en Lamprecht die jaren daarvoor was begonnen. Ook Heinrich von Sybel, de uitgever van Historische Zeitschrift, was Lamprecht niet goed gezind. Below ging enigszins in op de grotere lijnen met kritiek op de Hofrechtstheorie, het gebruik van matrilineariteit en de verwaarlozing van politieke geschiedenis in het werk. Het overgrote deel van de kritiek betrof echter een lange lijst van details waar Below fouten, tegenstrijdigheden en misinterpretaties van bronnen zag.
Geheel onterecht was dit niet. Al in zijn eerdere Deutsches Wirtschaftsleben im Mittelalter was Lamprecht slordig omgegaan met details en had hij vergezochte conclusies getrokken uit bronmateriaal dat eerder bij elkaar gezocht leek om een generalisatie te onderbouwen dan dat de generalisatie volgde uit inductie vanuit het bronmateriaal. Het waren volgens Below duidelijke aanwijzingen dat Lamprecht geen professioneel historicus was. Zo werd de polemiek steeds persoonlijker, waarbij het niet hielp dat Lamprecht Below beschuldigde van sittliche Verwahrlosung, morele nalatigheid. Moriz Ritter stelde daarna arbitrage voor tussen de partijen.
Enkele weken later verscheen er in Die Neue Zeit een recensie van de hand van Franz Mehring. Deze was juist zeer te spreken over Deutsche Geschichte en stelde dat het goed aansloot bij het historisch materialisme. Dit alles maakte Lamprecht echter verdacht als sympathisant van marxistische historiografie.
Moeilijker dan de detailkritiek van Below was echter de kritiek op zijn methodologie. Lamprecht stelde dat waar voor Ranke had gegolden bloss zeigen wie es eigentlich gewesen (gewoon tonen hoe het echt was), het er eigenlijk om ging zu zeigen, wie es eigentlich geworden (te tonen hoe het zo is geworden). Daarnaast stelde hij dat economie en samenleving de voorwaarden schiepen voor politieke instituties en niet andersom. Daarbij waren economie en samenleving ook beter te analyseren en daardoor objectiever te benaderen dan politieke gebeurtenissen.
Wilhelm Windelband gaf in 1894 tijdens zijn aanstelling als rector van de Universiteit van Straatsburg de inaugurele rede Geschichte und Naturwissenschaft waarin hij de verschillen in methodiek tussen de geesteswetenschappen en de natuurwetenschappen uiteenzette. De eerste zou gebruik moeten maken van de idiografische methode waarbij eenmalige processen bestaande uit unieke gebeurtenissen worden beschreven. De laatste kan gebruik maken van de nomothetische methode door algemene conclusies te trekken.
Deutsche Geschichte bleek goed te verkopen en kreeg in de populaire pers en in tijdschrift van andere wetenschappen ook goede recensies. Binnen de Duitse historiografie sloten echter de gelederen tegen wat men zag als een aanval op de gebruikte methodiek. Friedrich Meinecke zette daarbij de lijn door van Sybel toen die in 1895 overleed en nam de redactie over van het Historische Zeitschrift.
Waar Lamprecht had willen beginnen aan de volgende delen van Deutsche Geschichte, begon hij in 1896 noodgedwongen aan een verdediging, Alte und neue Richtungen in der Geschichtswissenschaft, in 1900 gevolgd door Die kulturhistorische Methode. Problematisch was dat hij voor het schrijven van Deutsche Geschichte geen uitgewerkte methodiek had ontwikkeld en dat nu achteraf moest doen, iets waar hij niet volledig in slaagde.
Below was ook niet van plan in te binden en stelde in 1898 in Historische Zeitschrift:
Allein der Baum, selbst wenn er morsch ist, fällt gemeinhin nicht von selbst, nicht ganz von selbst. Man muss die Axt gebrauchen. Deshalb habe ich mich, obwohl widerstrebend, entschlossen, die Auslassungen Lamprechts im Zusammenhange einer kritischen Prüfung zu unterziehen.
Hoewel er onder Duitse historici grote tegenstand bleef, vond Lamprecht steun bij onder meer de met Die Zukunft invloedrijke Maximilian Harden en in het buitenland onder meer bij Henri Pirenne in België en bij de New History in de Verenigde Staten. Hij wist zijn Deutsche Geschichte te voltooien en werd daarmee de bekendste Duitse historicus. Zo wist hij de financiering rond te krijgen voor het Institut für Kultur- und Universalgeschichte dat hij 1909 in Leipzig opende. Het jaar daarop werd hij verkozen tot rector aan de Universiteit Leipzig.
Later oefenden de ideeën van Lamprecht invloed uit op de Annales-school in Frankrijk. Zo had zijn idee van een Volksseele invloed op Lucien Febvre die stelde dat elke tijd en plaats zijn eigen mentalité heeft.